# ウィルトン・レボロ
ウィルトン・ジョゼ・ムリーロ・レボロ（Wilton José Murilo Rebolo、1995年2月8日 - ）は、スーパーラグビー・パシフィックフォースに所属するラグビーユニオン選手。

## プロフィール
- ブラジル、サン・ジョゼ・ドス・カンポス出身。
- ポジションはプロップ(PR)、フッカー(HO)。
- 身長 173cm、体重 108kg
- ブラジル代表キャップは28(2021年9月現在）[1]。

## 略歴
2015年ドイツ戦でブラジル代表初キャップ獲得。
オースティン・ギルグロニスを経て、2020年、ラグビー・ユナイテッド・ニューヨークに加入。
2022年、フォースに加入。